# Campodea hannahae
Campodea hannahae är en urinsektsart som beskrevs av Allen 1995. Campodea hannahae ingår i släktet Campodea och familjen Campodeidae. Inga underarter finns listade.